# Herszoni terület
Herszoni terület (Херсонська область) közigazgatási egység Ukrajna déli részén, székhelye Herszon. Területe 28,4 ezer km², népessége 1 172 689 fő. Északon a Dnyipropetrovszki, nyugaton Mikolajivi, keleten a Zaporizzsjai területtel, délen a Krími Autonóm Köztársasággal határos, valamint a Fekete- és az Azovi-tenger mossa a partjait. 1944. március 30-án hozták létre.
A terület a Dnyeper alsó folyása valamint a Fekete- és az Azovi-tenger partján terül el. Az egész vidék alföld, ahol a Dnyeperen kívül alig van víz. A terület a sztyepp övezetéhez tartozik, bár érintetlen füves pusztákból – a déli Aszkanyija-Nova természetvédelmi területtől eltekintve – csak kevés maradt meg. Az éghajlata száraz, gyakran sújtja aszály a terület túlnyomó részét elfoglaló művelt földeket, ahová öntözőrendszer szállítja a vizet a Dnyeperen található Kahivkai víztározóból.
A herszoni a legalacsonyabb népsűrűségű terület Ukrajnában.

## Közigazgatási beosztás
A Herszoni terület a 2020-as ukrajnai közigazgatási reform nyomán öt járásra oszlik:
- Herszoni járás(wd)
- Kahovkai járás(wd)
- Henyicseszki járás(wd)
- Szkadovszki járás(wd)
- Beriszlavi járás(wd)